# عین توته
عین توته (به عربی: عین التوتة) یک شهرداری در الجزایر است که در ناحیه عین التوته واقع شده‌است.